# Gilbert Keith Chesterton

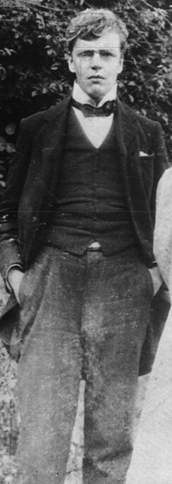
Chesterton ten tijde van zijn verloving, 1898

Gilbert Keith Chesterton (Londen, 29 mei 1874 — Beaconsfield, 14 juni 1936) was een Engels letterkundige en journalist. Hij verdedigde in zijn geschriften de waardigheid van de menselijke persoon tegen alle mogelijke 'ismen'. Zijn scherpe, met humor geladen aanvallen bezorgden hem grote populariteit, maar ook talrijke vijanden. Zijn bekendste werken zijn Orthodoxy (1908), The Everlasting Man (1925) en de korte detectiveverhalen Father Brown.
Chesterton is "de prins van de paradox" genoemd. Hij schreef een nonchalant, geestig proza dat afgeladen was met verbluffende formuleringen, zoals: "Dieven respecteren het privébezit. Ze willen alleen het privébezit tot hun eigen privébezit maken, zodat ze het nog beter kunnen respecteren."
Chesterton is een christelijke schrijver die evenveel bewonderd en geciteerd wordt door zowel vrijzinnige als conservatieve christenen en ook door veel niet-christenen. De religieuze en politieke opvattingen van Chesterton zelf waren trouwens zo genuanceerd dat ze niet goed onder de vrijzinnige of conservatieve vlag onder te brengen zijn. Na zijn bekering zou hij echter een vurig apologeticus worden voor de Rooms-Katholieke Kerk, met name tegenover liberale, seculiere en protestantse vooroordelen.

## Levensloop
Geboren in Campden Hill in Kensington, Londen, ontving Chesterton zijn opleiding op St Paul's School. Hij vervolgde zijn opleiding op de Slade School of Fine Art om illustrator te worden en volgde bovendien lessen in literatuur aan het University College London. Geen van beide opleidingen heeft hij afgemaakt. Tussen 1896 en 1902 werkte Chesterton voor de Londense uitgevers Redway en T. Fisher Unwin. In die periode begon hij ook met journalistiek werk als freelance kunst- en literatuurcriticus. In 1901 trouwde hij met Frances Blogg, met wie hij de rest van zijn leven samen zou blijven. In 1902 kreeg hij een wekelijks opiniecolumn in de Daily News, in 1905 gevolgd door een wekelijkse column in The Illustrated London News, waarvoor hij de volgende dertig jaar zou blijven schrijven.
Volgens Chesterton werd hij als een jongeman gefascineerd door occultisme en experimenteerde hij samen met zijn broer Cecil met ouijaborden. Naarmate hij ouder werd, werd hij steeds meer een orthodox christen, tot hij in 1922 overging tot het katholicisme.
Van jongs af aan had Chesterton grote interesse en talent voor kunst. Hij was van plan om een kunstenaar te worden en zijn werk toont een visie die abstracte ideeën in concrete en heldere beelden omzet. Zelfs zijn fictie lijkt zorgvuldig verborgen parabels te bevatten. Father Brown is eeuwig bezig met het corrigeren van de incorrecte gezichtspunten van de verbijsterde personen op de plaats delict en wandelt aan het eind met de crimineel weg om zijn priesterlijke rol van herkenning en berouw uit te oefenen.
Chesterton was een lange man (1,93 m) en woog rond de 130 kilo. Zijn omvang resulteerde in enkele beroemde anekdotes. Gedurende de Eerste Wereldoorlog vroeg een dame in Londen waarom hij niet aan het front was, waarop hij antwoordde: "Als u naar de zijkant gaat, dan ziet u dat ik daar ben." Een andere keer zei hij tegen zijn vriend George Bernard Shaw: "Als ze jou zien denkt iedereen dat er hongersnood heerst in Engeland". Shaw antwoordde: "Als ze jou zien denkt iedereen dat jij die veroorzaakt hebt". P.G. Wodehouse beschreef eens een luide knal als "een geluid als Chesterton vallend op een blikken plaat."
Chesterton ging gewoonlijk gekleed in een cape en een verkreukelde hoed, met een zwaardstok in zijn hand en een sigaar hangend uit zijn mond. Hij droeg soms een mes en een geladen pistool bij zich.
Vaak vergat Chesterton waar hij naartoe moest en miste dan de trein die hem daarheen zou brengen. Het is meerdere keren voorgekomen dat hij een telegram naar zijn vrouw, Frances Blogg, stuurde vanuit een verafgelegen (en incorrecte) locatie. Hij schreef dan bijvoorbeeld: "Ben op Market Harborough. Waar behoor ik te zijn?", waarop zij dan antwoordde, "Thuis." Door deze geheugenproblemen en het feit dat Chesterton als kind extreem onhandig was, hebben verschillende personen gespeculeerd dat Chesterton ongediagnosticeerde dyspraxie had.
Chesterton voerde graag vriendschappelijke polemieken met mannen zoals George Bernard Shaw, H. G. Wells, Bertrand Russell en Clarence Darrow. Volgens zijn autobiografie speelden Shaw en hij cowboys in een stomme film die nooit uitgebracht is.
Chesterton stierf op 14 juni 1936 in zijn huis in Beaconsfield, Buckinghamshire. De preek bij zijn requiemmis in de Kathedraal van Westminster te Londen werd gesproken door Ronald Knox. Hij is begraven in Beaconsfield op de katholieke begraafplaats. Chestertons erfenis bedroeg 28.389 pond, dat is ongeveer gelijk aan 1.430.000 pond in 2009.

## Bibliografie

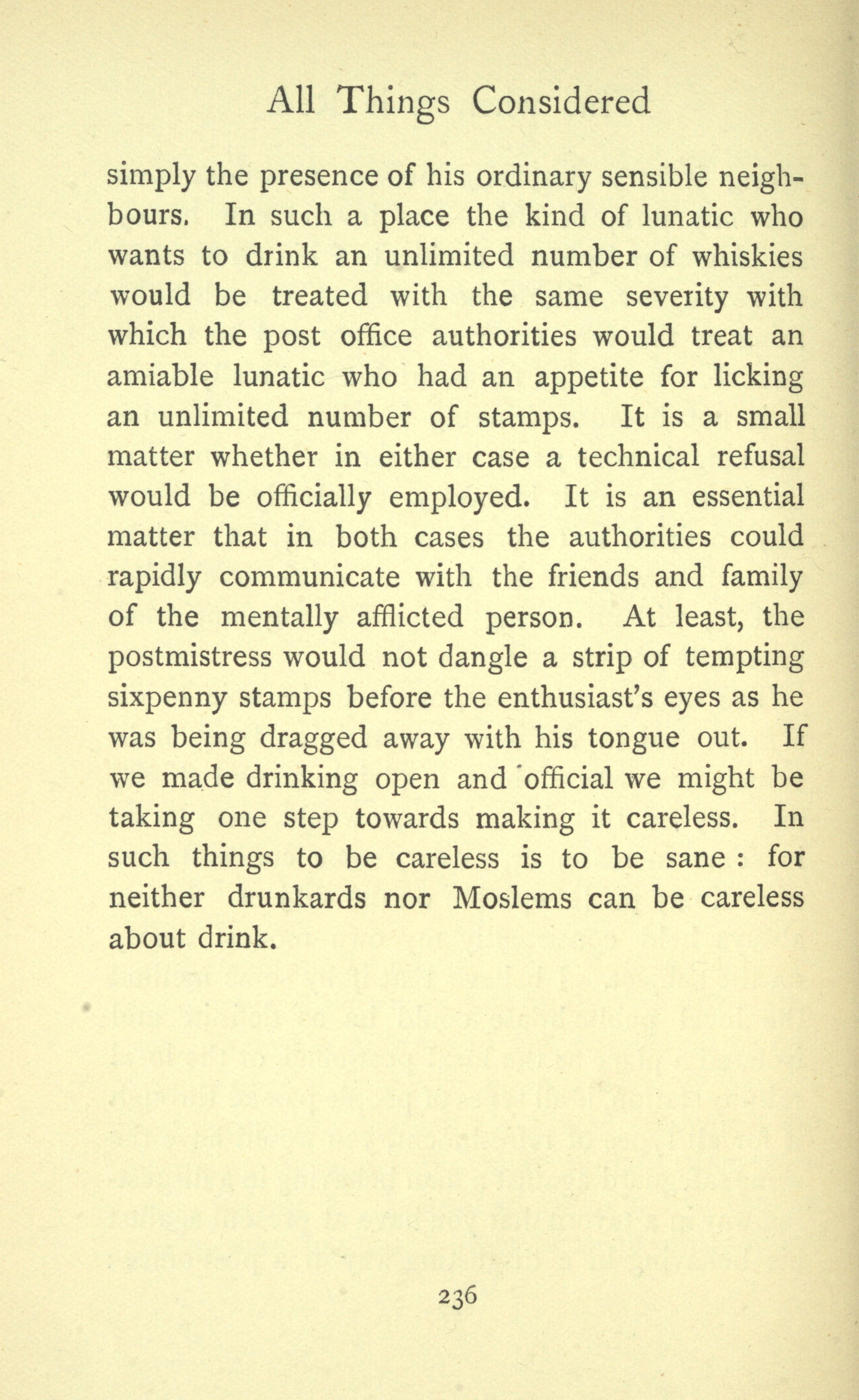
All Things Considered, G. K. Chesterton, pagina 236, Methuen, London, 1908